# Черитело (Перуђа)
Черитело је насеље у Италији у округу Перуђа, региону Умбрија.
Према процени из 2011. у насељу је живело 4 становника. Насеље се налази на надморској висини од 829 м.